# صلاح الدين سلطان آتشيه
في تاريخ سلطنة آتشيه، كان صلاح الدين هو السلطان الثاني لآتشيه، الذي حكم من عام 1530 حتى 1537 أو 1539. وهو الابن الأكبر للسلطان علي محياة صياح، أول سلطان لأتشيه. وخلافا لوالده وأخيه السلطان علاء الدين القهار الذي خلفه كان حاكما ضعيفا.
ولا يزال من غير الواضح متى تمت إقالته من السلطة. هل كان ذلك قبل أو بعد الهجوم الفاشل على سلطنة ملقا عام 1537 . حسين جاجادينغرات مقتنع بأن الانقلاب وقع أولاً ثم نفذ الهجوم السلطان علاء الدين القهار ،  بينما وضع دينيس لومبارد الانقلاب بعد عامين من الهجوم الذي يعتقد لومبارد أنه كان بقيادة صلاح الدين نفسه. 

## المرجعي

### مصدر
1. ↑  Hoesein Djajadiningrat, "Critisch overzicht van de in Maleische werken vervatte gegevens over de geschiedenis van het Soeltanaat van Atjeh", Bijdragen tot de Taal-, Land- en Volkenkunde, vol. 65 (1911), pp. 135-265. Cited in Ricklefs, 33
2. ↑  Denys Lombard, Le Sultanat d'Atjéh au temps d'Iskandar Muda, 1607-1636. Paris: École Française d'Extrême-Orient, 1967. Cited in Ricklefs, 33